# DG Arena
El DG Arena es un estadio de fútbol  en el suburbio de Donja Gorica, Podgorica, Montenegro. Situado cerca del río Morača se utiliza para partidos de fútbol y allí juega de local el OFK Mladost Lješkopolje.

## Historia
El estadio Stari Ribnjak se construyó en 1970, cuando se fundó el OFK Mladost Lješkopolje. El estadio fue renovado en 2015 y 2016 y se inauguró el 21 de mayo de 2016.

## Características de la cancha
El terreno de juego mide 105 x 65 metros. El estadio cuenta con focos y un stand con una capacidad de 1.200 asientos. Debido a que es de césped artificial, el estadio no cumple con todos los criterios nacionales, por lo que el OFK Mladost Lješkopolje juega partidos importantes en la copa de Montenegro en el vecino estadio Donji Kokoti. El estadio cumple con los criterios para los partidos de la Segunda Liga de Montenegro y de la Tercera Liga de Montenegro.